# Ненад Стојановић
Ненад Стојановић (Београд, 22. октобар 1979) српски је фудбалер који игра на позицији нападача.

## Каријера
Након млађих категорија Црвене звезде, Стојановић је у неколико клубова био на позајмицама. Између осталог био је позајмљен требињском Леотару у сезони 2002/03. када је освојена титула првака Босне и Херцеговине. У тој сезони је био други стрелац лиге, са 21 постигнутим поготком.
У Црвену звезду се вратио током лета 2003. године. Предвођена тренером Славољубом Муслином, Црвена звезда је освојила дуплу круну у сезони 2003/04. Стојановић је у освајању шампионата СЦГ на 18 одиграних утакмица дао седам голова, док је освајању Купа на два наступа постигао два гола. У јакој конкуренцији, пре свега Николе Жигића и Марка Пантелића, Стојановић је углавном улазио у игру са клупе. И у таквој ситуацији је постигао неколико битних голова и значајно допринео освајању дупле круне. Провео је и први део сезоне 2004/05. у Црвеној звезди, да би почетком 2005. године прешао у белгијског прволигаша Генк.
У Генку је провео годину и по дана, а затим је једну полусезону био играч Брисела. Почетком 2007. прешао је у руског премијерлигаша Луч Енергију из Владивостока. Током лета 2008. вратио се у српски фудбал и потписао за новосадску Војводину, а затим је једну сезону наступао и за Јавор из Ивањице. Касније је у два наврата поново носио дрес Леотара, био је и у црногорским прволигашима Рудару и Ловћену, као и у азербејџанском Симургу.
Од 2015. се године вратио у српски фудбал и игра за београдске клубове по нижим ранговима. Наступао је за српсколигаше Бродарац и Жарково. Након тога је углавном играо у Београдској зони. Наступао је између осталог за Лештане, Хајдук са Лиона, Барајево, Црвену звезду из Малог Мокрог Луга.

## Трофеји

### Леотар
- Премијер лига Босне и Херцеговине (1) : 2002/03.

### Црвена звезда
- Првенство Србије и Црне Горе (1) : 2003/04.
- Куп Србије и Црне Горе (1) : 2003/04.